# Élections sénatoriales de 2014 en Charente-Maritime
Les élections sénatoriales de 2014 en Charente-Maritime ont lieu le dimanche 28 septembre 2014. Elles ont pour but d'élire les trois sénateurs représentant le département au Sénat pour un mandat de six années.

## Contexte départemental
Lors des élections sénatoriales du 21 septembre 2008 en Charente-Maritime, trois sénateurs ont été élus au scrutin majoritaire : Claude Belot, Daniel Laurent et Michel Doublet, tous trois issus de l'UMP. Michel Doublet a démissionné du Sénat le 21 avril 2014, laissant un fauteuil vacant jusqu'aux élections de septembre. 
Depuis, le collège électoral, constitué des grands électeurs que sont les deux sénateurs sortants, les députés, les conseillers régionaux, les conseillers généraux et les délégués des conseils municipaux, a été renouvelé en quasi-totalité par les élections législatives de 2012 qui ont vu la gauche gagner une circonscription (trois députés à gauche, deux à droite), les élections régionales de 2010 qui ont conforté la majorité de gauche au conseil régional, les élections cantonales de 2011 à l'occasion desquelles la droite, tout en conservant sa majorité, a également perdu un siège, et surtout les élections municipales de 2014 qui ont vu la gauche perdre Rochefort, Saintes, Saint-Pierre-d'Oléron, Dompierre-sur-Mer, Marans, etc., pertes que ne compensent que très partiellement les gains de Lagord et de Saint-Jean-d'Angély. 
Le département de la Charente-Maritime, où le PRG est fortement implanté, a également été marqué par les divisions à gauche consécutives à l'opposition entre Ségolène Royal et Olivier Falorni lors des élections législatives de 2012 et toujours vives depuis.
Mais l'évolution la plus significative pour ce qui concerne la Charente-Maritime tient au changement de mode de scrutin, les départements élisant trois sénateurs étant dorénavant concernés par le scrutin à la proportionnelle avec listes paritaires, ce qui devrait, mécaniquement, faire perdre un siège à la droite qui détenait jusqu'alors les trois sièges de sénateurs du département.

## Rappel des résultats de 2008
|                | Michel Doublet *                 | UMP            | 878   | 55,01  |  |  |
|                | Daniel Laurent                   | UMP            | 861   | 53,95  |  |  |
|                | Claude Belot *                   | UMP            | 804   | 50,38  |  |  |
|                | Christophe Dourthe               | PS             | 554   | 34,71  |  |  |
|                | Marylise Fleuret-Pagnoux         | PRG            | 545   | 34,15  |  |  |
|                | Emmanuel Arcobelli               | PS             | 521   | 32,64  |  |  |
|                | Xavier de Roux                   | UMP            | 106   | 6,64   |  |  |
|                | Michelle Carmouse                | PCF            | 62    | 3,88   |  |  |
|                | Bénédicte Beconnier              | Verts          | 57    | 3,57   |  |  |
|                | Jacques Guiard                   | PCF            | 56    | 3,51   |  |  |
|                | Esther Quéneudec-Memain          | PCF            | 56    | 3,51   |  |  |
|                | Didier Bertin                    | Verts          | 54    | 3,38   |  |  |
|                | Christian Couillaud              | Verts          | 51    | 3,20   |  |  |
|                | Philippe Most                    | DIV            | 37    | 2,32   |  |  |
|                | Bernard Zahra                    | DIV            | 27    | 1,69   |  |  |
|                | Jean-Marc de Lacoste-Lareymondie | FN             | 9     | 0,56   |  |  |
|                |                                  |                |       |        |  |  |
| Inscrits       | Inscrits                         | Inscrits       | 1 637 | 100,00 |  |  |
| Abstentions    | Abstentions                      | Abstentions    | 25    | 1,53   |  |  |
| Votants        | Votants                          | Votants        | 1 612 | 98,47  |  |  |
| Blancs et nuls | Blancs et nuls                   | Blancs et nuls | 16    | 0,98   |  |  |
| Exprimés       | Exprimés                         | Exprimés       | 1 596 | 99,02  |  |  |

## Sénateurs sortants
| Sénateur | Sénateur       | Parti | Autre fonction                    |
| -------- | -------------- | ----- | --------------------------------- |
|          | Claude Belot   | UMP   | Maire de Jonzac                   |
|          | Daniel Laurent | UMP   | Vice-président du conseil général |
|          | Siège vacant   |       |                                   |

## Collège électoral
En application des règles applicables pour les élections sénatoriales françaises, le collège électoral appelé à élire les sénateurs de la Charente-Maritime en 2014 se compose de la manière suivante :
| Délégués des communes                                                                         |                        |                       |                       |          |                     |
|                                                                                               | Conseillers municipaux | Délégués / commune    | Communes concernées   | Délégués | % collège électoral |
| Délégués des communes de moins de 9 000 habitants                                             |                        |                       |                       |          |                     |
| - communes de < 100 habitants                                                                 | 7                      | 1                     | 17                    | 17       | 1,00%               |
| - communes de < 500 habitants                                                                 | 11                     | 1                     | 189                   | 189      | 11,10%              |
| - communes de < 1500 habitants                                                                | 15                     | 3                     | 178                   | 534      | 31,36%              |
| - communes de < 2 500 habitants                                                               | 19                     | 5                     | 37                    | 185      | 10,86%              |
| - communes de < 3 500 habitants                                                               | 23                     | 7                     | 19                    | 133      | 7,81%               |
| - communes de < 5 000 habitants                                                               | 27                     | 15                    | 11                    | 165      | 9,69%               |
| - communes de < 9 000 habitants                                                               | 29                     | 15                    | 14                    | 210      | 12,33%              |
| Délégués des communes de 9 000 à 29 999 habitants                                             |                        |                       |                       |          |                     |
| - communes de < 10 000 habitants                                                              | 29                     | 29                    | 0                     | 0        | 0,00%               |
| - communes de < 20 000 habitants                                                              | 33                     | 33                    | 1                     | 33       | 1,96%               |
| - communes de < 30 000 habitants                                                              | 35                     | 35                    | 2                     | 70       | 4,11%               |
| Délégués des communes de 30 000 habitants et plus                                             |                        |                       |                       |          |                     |
| - La Rochelle (74 880 hab.)                                                                   | 49                     | 105                   | 1                     | 105      | 4,23%               |
| Délégués des communes bénéficiant des dispositions particulières pour les communes fusionnées |                        |                       |                       |          |                     |
| Authon-Ébéon, Montendre, Saint-Savinien                                                       |                        |                       | 3                     | 18       | 1,06%               |
| Délégués des communes                                                                         | Délégués des communes  | Délégués des communes | Délégués des communes | 1 659    | 95,48%              |
| Conseillers généraux                                                                          | Conseillers généraux   | Conseillers généraux  | Conseillers généraux  | 51       | 2,99%               |
| Conseillers régionaux                                                                         | Conseillers régionaux  | Conseillers régionaux | Conseillers régionaux | 19       | 1,12%               |
| Députés                                                                                       | Députés                | Députés               | Députés               | 5        | 0,29%               |
| Sénateurs                                                                                     | Sénateurs              | Sénateurs             | Sénateurs             | 2        | 0,12%               |
| Total                                                                                         | Total                  | Total                 | Total                 | 1736     | 100,00%             |

1. ↑  Dans les communes de moins de 9 000 le conseil municipal élit en son sein des délégués dont le nombre dépend de la taille de la commune.
2. ↑  Dans les communes de 9 000 à 29 999 habitants, tous les conseillers municipaux sont délégués. Il n'y a pas de délégués supplémentaires
3. ↑  Dans les communes de plus de 30 000 habitants, tous les conseillers municipaux sont délégués et, en complément, le conseil municipal désigne des délégués supplémentaires à raison d'un par tranche de 800 habitants au-delà de 30 000 habitants
4. ↑  « Dans le cas où le conseil municipal est constitué par application des articles L. 2113-6 et L. 2113-7 du code général des collectivités territoriales relatif aux fusions de communes dans leur rédaction antérieure à la loi n° 2010-1563 du 16 décembre 2010 de réforme des collectivités territoriales, le nombre de délégués est égal à celui auquel les anciennes communes auraient eu droit avant la fusion. » (Code électoral, article L284)

## Présentation des candidats
Les nouveaux représentants sont élus pour une législature de 6 ans au suffrage universel indirect par les grands électeurs du département. En Charente-Maritime, les trois sénateurs sont élus au scrutin proportionnel plurinominal. Chaque liste de candidats est obligatoirement paritaire et alterne entre les hommes et les femmes. 5 listes ont été déposées dans le département, comportant chacune 5 noms. Elles sont présentées ici dans l'ordre de leur dépôt à la préfecture et comportent l'intitulé figurant aux dossiers de candidature.

### Parti socialiste
| N° | Candidats | Candidats         | Parti | Principales fonctions                                             |
| -- | --------- | ----------------- | ----- | ----------------------------------------------------------------- |
| 01 |           | Bernard Lalande   | PS    | Conseiller général, maire de Montendre                            |
| 02 |           | Bérangère Gille   | PS    | Adjointe au maire d'Angoulins                                     |
| 03 |           | Pierre Feydeau    | PS    | Conseiller général, conseiller municipal de Rochefort             |
| 04 |           | Françoise Mesnard | PS    | Maire de Saint-Jean-d'Angély, vice-présidente du conseil régional |
| 05 |           | Fabrice Barusseau | PS    | Conseiller général, maire de Villars-les-Bois                     |

### Front national
| N° | Candidats | Candidats                        | Parti | Principales fonctions |
| -- | --------- | -------------------------------- | ----- | --------------------- |
| 01 |           | Jean-Marc de Lacoste Lareymondie | FN    |                       |
| 02 |           | Marie Garnier                    | FN    |                       |
| 03 |           | Thierry Rogister                 | FN    |                       |
| 04 |           | Élise Somprou                    | FN    |                       |
| 05 |           | Gérard Jouy                      | FN    |                       |

### Union du centre
| N° | Candidats | Candidats           | Parti | Principales fonctions                                    |
| -- | --------- | ------------------- | ----- | -------------------------------------------------------- |
| 01 |           | Jean-Pierre Tallieu | UDI   | Maire de La Tremblade, vice-président du conseil général |
| 02 |           | Salomée Ruel        | UDI   | Conseillère municipale de La Rochelle                    |
| 03 |           | Bruno Esoli         | UDI   | Adjoint au maire de Rochefort                            |
| 04 |           | Josette Riffaud     | UDI   | Maire de Saint-Romain-sur-Gironde                        |
| 05 |           | Michel Maitrehut    | UDI   | Conseiller municipal de Marans                           |

### Union pour un mouvement populaire
| N° | Candidats | Candidats            | Parti | Principales fonctions                                           |
| -- | --------- | -------------------- | ----- | --------------------------------------------------------------- |
| 01 |           | Daniel Laurent       | UMP   | Sénateur sortant                                                |
| 02 |           | Corinne Imbert       | UMP   | Vice-présidente du conseil général, maire de Beauvais-sur-Matha |
| 03 |           | Stéphane Villain     | UMP   |                                                                 |
| 04 |           | Brigitte Rokvam      | UMP   |                                                                 |
| 05 |           | Martial De Villelume | UMP   |                                                                 |

### Europe Écologie Les Verts
| N° | Candidats | Candidats           | Parti | Principales fonctions |
| -- | --------- | ------------------- | ----- | --------------------- |
| 01 |           | Christian Couillaud | EELV  |                       |
| 02 |           | Brigitte Desveaux   | EELV  |                       |
| 03 |           | Jean-Marc Soubeste  | EELV  |                       |
| 04 |           | Laurence Marcillaud | EELV  |                       |
| 05 |           | Gabriel Delicourt   | EELV  |                       |

## Résultats
| Tête de liste | Tête de liste                    | Liste       | Voix  | %      | Sièges |  |
| ------------- | -------------------------------- | ----------- | ----- | ------ | ------ |  |
|               | Daniel Laurent                   | UMP         | 857   | 50,80  | 2      |  |
|               | Bernard Lalande                  | PS          | 473   | 28,04  | 1      |  |
|               | Jean-Pierre Tallieu              | UDI         | 238   | 14,11  |        |  |
|               | Christian Couillaud              | EELV        | 84    | 4,98   |        |  |
|               | Jean-Marc de Lacoste-Lareymondie | FN          | 35    | 2,07   |        |  |
|               |                                  |             |       |        |        |  |
| Inscrits      | Inscrits                         | Inscrits    | 1 735 | 100,00 |        |  |
| Abstentions   | Abstentions                      | Abstentions | 13    | 0,75   |        |  |
| Votants       | Votants                          | Votants     | 1 722 | 99,25  |        |  |
| Blancs        | Blancs                           | Blancs      | 25    | 1,45   |        |  |
| Nuls          | Nuls                             | Nuls        | 10    | 0,58   |        |  |
| Exprimés      | Exprimés                         | Exprimés    | 1 687 | 97,97  |        |  |